# Lophopoeum bruchi
Lophopoeum bruchi là một loài bọ cánh cứng trong họ Cerambycidae.